# Freija Van den Driessche
Freija Van den Driessche (Aalst, 8 januari 1989) is een Belgisch Vlaams-nationalistisch politica voor het Vlaams Belang.

## Levensloop
Van den Driessche woont in Vlierzele, een deelgemeente van Sint-Lievens-Houtem.
Van 2007 tot 2012 studeerde ze Farmaceutische wetenschappen aan de Universiteit Gent. Tijdens haar studententijd was Van den Driessche actief bij de Gentse afdeling van de Nationalistische Studentenvereniging (NSV). In die periode leerde ze ook Tom Van Grieken kennen die toen actief was bij de Antwerpse afdeling en het nationale NSV-bestuur. Na het behalen van haar master, ging ze meteen doctoreren. In 2016 behaalde ze aan diezelfde UGent de graad van doctor in de Farmaceutische microbiologie.
Van 2017 tot 2020 was ze beroepsmatig aan de slag als projectingenieur bij het microbiologisch laboratorium van Pfizer in Puurs. Van 2020 tot 2024 werkte ze vervolgens als inhoudelijk medewerker op het beleidsdomein Volksgezondheid voor de Vlaams Belang-fractie in de federale Kamer. In die hoedanigheid bood ze vooral ondersteuning aan Kamerlid Dominiek Sneppe. Daarnaast fungeerde ze geregeld als presentatrice op diverse studiedagen en op VBTV, het online broadcastkanaal van de partij.
Bij de Vlaamse verkiezingen van 9 juni 2024 werd ze vanop de tweede plaats van de Vlaams Belang-lijst in de kieskring Oost-Vlaanderen verkozen in het Vlaams Parlement met 15.995 voorkeurstemmen. Van Den Driessche ging zetelen in de commissie Welzijn, Volksgezondheid, Gezin, Armoedebestrijding en Gelijke Kansen.